# Philipp Naruhn
Philipp Naruhn (* 14. Juli 1983 in Schwerin) ist ein ehemaliger deutscher Ruderer.
Mit 12 Jahren erlernte Philipp Naruhn das Skullen bei Rainer Göllnitz auf der Saale in Merseburg. Heute startet er für die Hallesche Rudervereinigung Böllberg / Nelson. Naruhns größter Erfolg war der Gewinn des Weltmeistertitels im Vierer mit Steuermann 2006 in Eton.

## Erfolge
national
- 1998: 3. Platz Deutsche Jugendmeisterschaften, 4x+
- 1999: 3. Platz Deutsche Jugendmeisterschaften, 4x+
- 2001: Deutscher Jugendmeister, 2-
- 2002: 2. Platz Deutsche U23-Meisterschaften, 4-
- 2003: 2. Platz Deutsche U23-Meisterschaften, 4+
- 2004: Deutscher U23-Meister, 8+
- 2005: Deutscher U23-Meister, 8+
- 2007: 3. Platz Deutsche Kleinbootmeisterschaften, 2-
- 2008: 2. Platz Deutsche Kleinbootmeisterschaften, 2-

international
- 2001: 3. Platz Junioren-Weltmeisterschaften in Duisburg, 2-
- 2003: U23-Weltmeister in Belgrad, 4+
- 2004: U23-Weltmeister in Poznań, 8+
- 2005: 4. Platz U23-Weltmeisterschaften in Amsterdam, 8+
- 2006: Weltmeister in Eton, 4+
- 2007: 3. Platz Weltmeisterschaften in München, 4+
- 2009: 3. Platz Weltmeisterschaften in Poznań, 2+
- 2013: 10. Platz Weltmeisterschaften in Chungju, 2-